# 奧朗·御峯

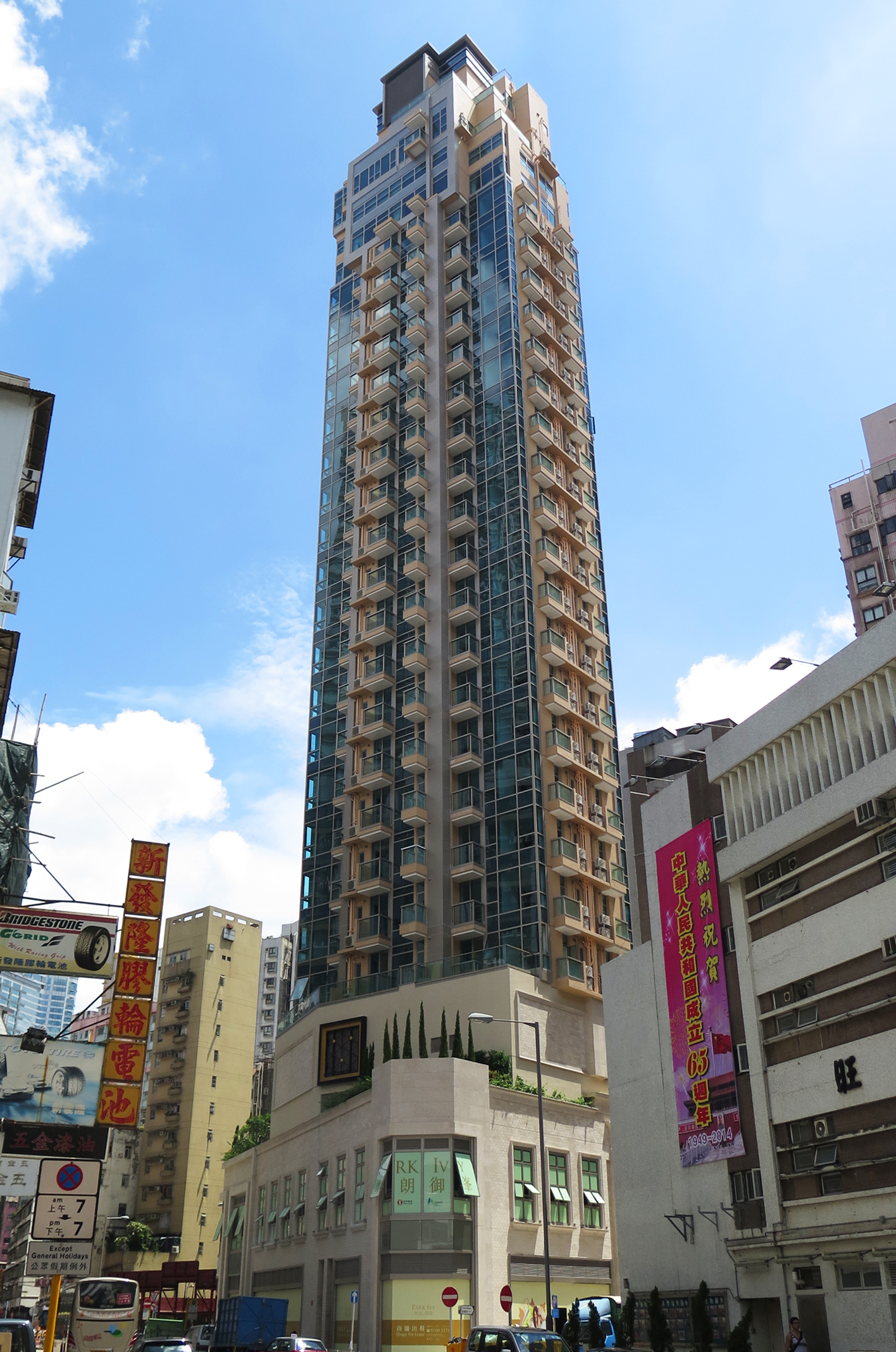
奧朗·御峯（2014年9月）

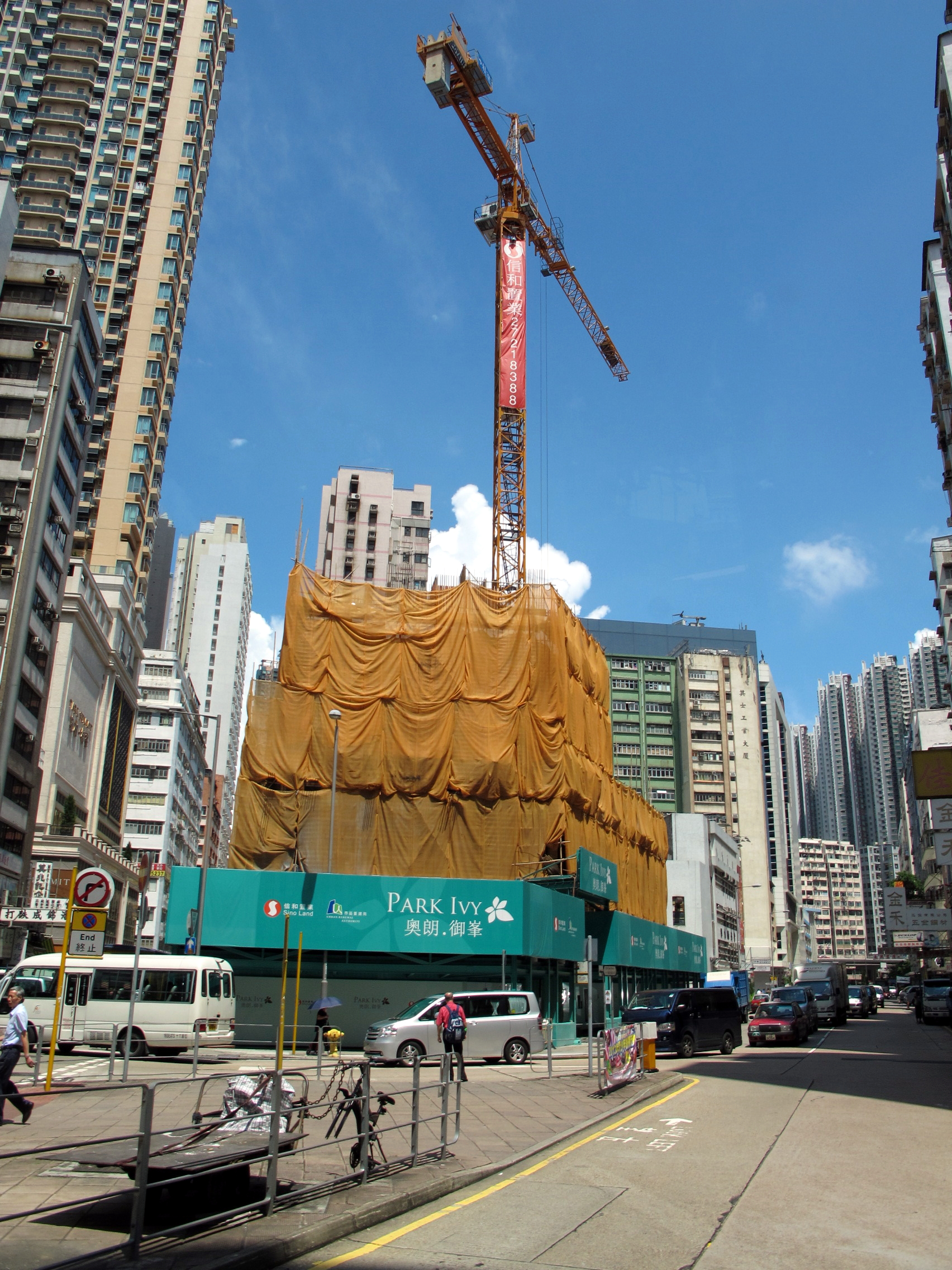
建築中的奧朗·御峯（2013年5月）

奧朗·御峯（英語：Park Ivy）位於香港九龍大角咀埃華街8號，由信和集團及市區重建局發展，樓高25層，提供共113個單位，項目已於2014年9月底落成。

## 住宅
物業以開放式及1房戶為主，分別佔約25.6%及60.2%，另於25及26樓提供2個2房戶，實用面積劃一545呎。項目另設有9伙特色戶，其中以28樓的頂層天池花園大宅面積最大，實用面積957呎，屬3房（連套房）加儲物室連廁設計，平台連泳池面積達965呎。

## 商場
項目地下及1樓設小型商場，提供少量商舖，租戶包括759 Kawaiiland及759麵包工房。

## 設施
2樓設有園藝區，為住戶提供綠化空間，另於25樓設有住客會所，提供健身室、休閒雅座、水療室及輔助設施。此外，項目僅提供2個標準車位、1個電單車車位及1個上落貨用車位。管理費$2.77至$2.87，而特色戶每呎管理費則為$2.79至$3.23不等。

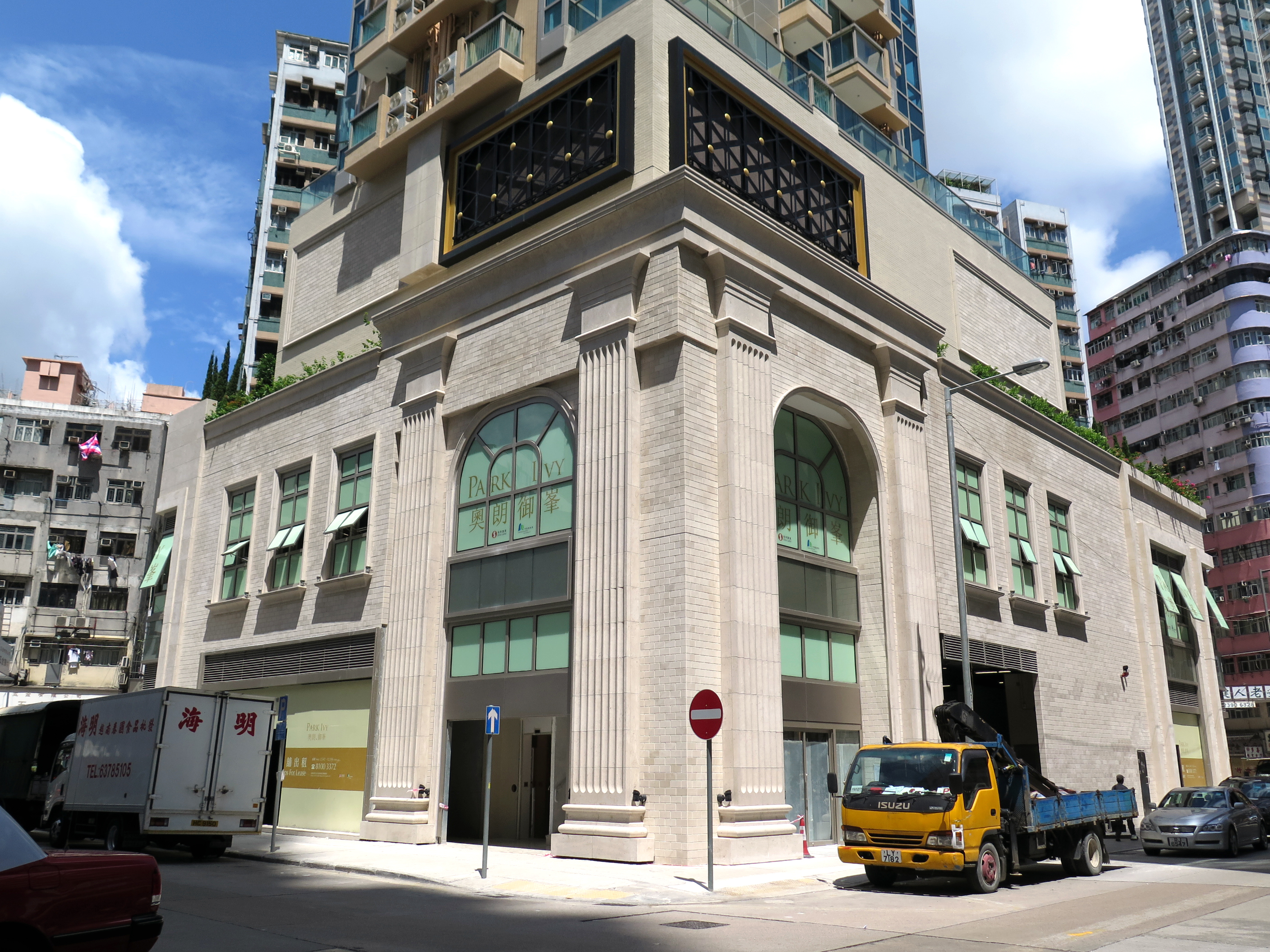
項目基座將設商舖（2014年9月）
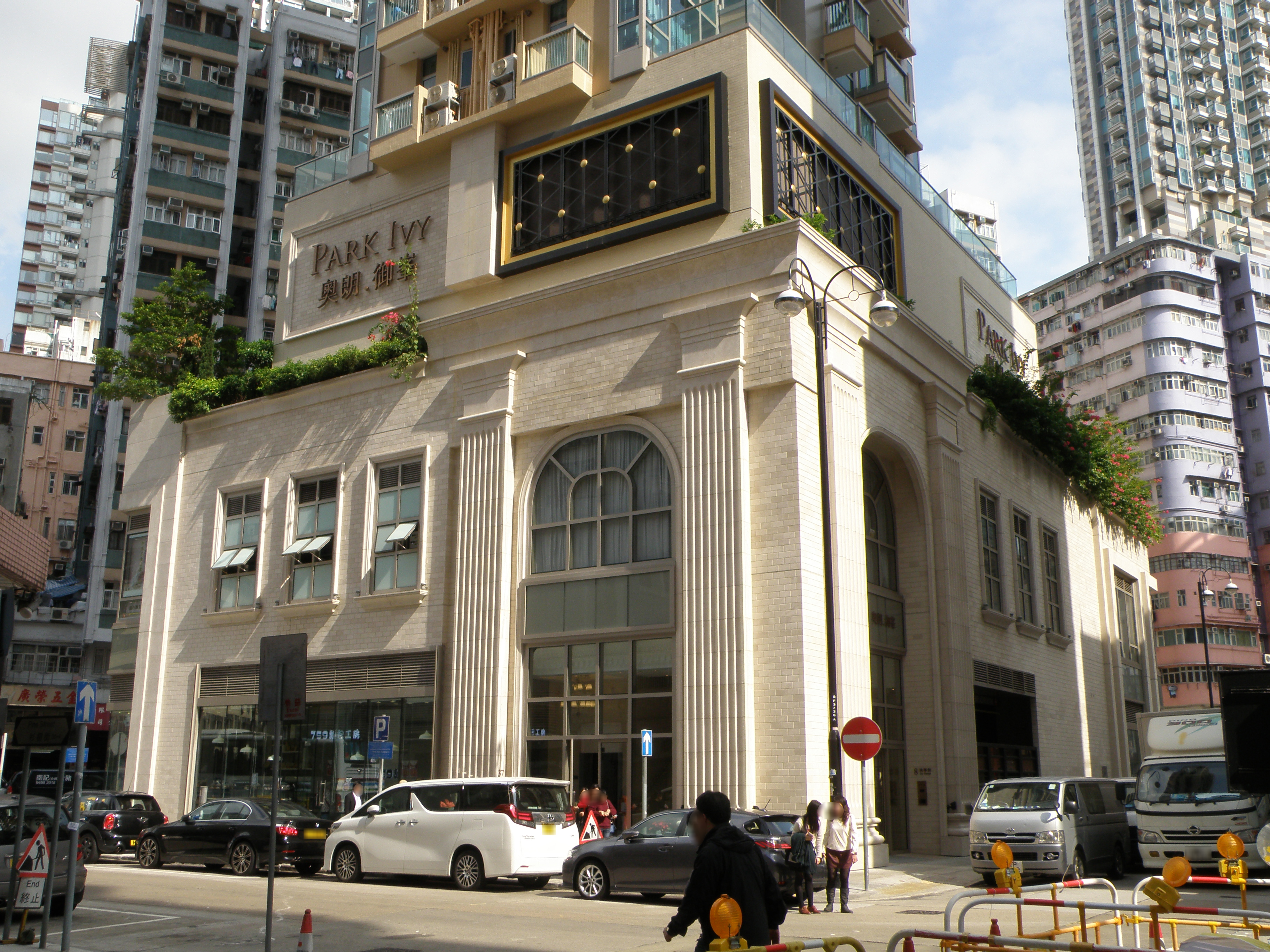
奧朗·御峯基座（2015年12月）
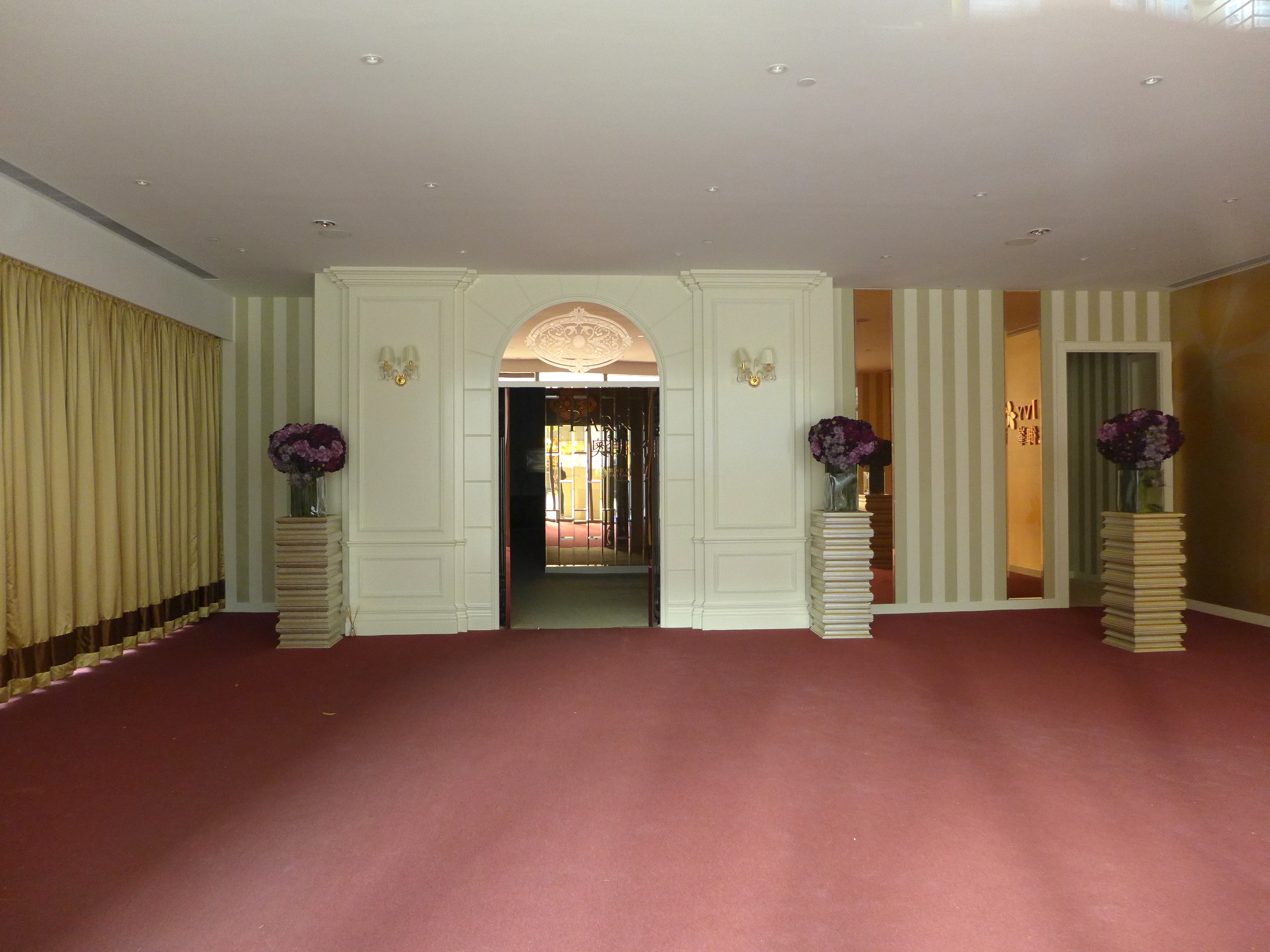
位於奧柏·御峯的示範單位

## 毗鄰
- 奧柏·御峯
- 形品·星寓

## 外部連結
官方網頁 （页面存档备份，存于）